# Curt von Gottberg
Curt Gustav Friedrich Walther von Gottberg, né le 11 février 1896 à Preußisch Wilten (de) (dans l'arrondissement de Bartenstein) et mort le 31 mai 1945 à Lutzhöft (auj. Grundhof), est un officier SS-Gruppenführer. Il est Höherer der SS und Polizeiführer pour la Russie centrale (Rußland Mitte) en 1943.

## Biographie
Né en province de Prusse-Orientale et issu de la famille von Gottberg, il sert comme volontaire lors de la Première Guerre mondiale avec le 3e régiment de cuirassiers sur le front Est et reçoit la Croix de fer première et deuxième classe. En 1917 il sert dans 1er régiment d'infanterie de le garde. Il suit une formation d'agronome puis il rejoint la brigade Ehrhardt des Freikorps. Il participe au Putsch de Munich le 9 novembre 1923. Il adhère à la SA en 1931 puis au parti nazi et à la SS en 1932. De 1933 à 1935 il fait partie de la SS Verfügungstruppe dont il commande le 3e bataillon à Ellwangen. En 1936 chargé de prendre en main le 49e régiment de l'Allgemeine SS, il a un accident de voiture et doit être amputé au genou gauche.
En 1937, promu SS-Standartenführer, il est nommé chef du service Colonisation au sein de la Direction pour la Race et la Colonisation (SS-Rasse und Siedlungshauptamt RuSHA). En 1939 il est nommé chef du Bodenamt (Service du cadastre) du Protectorat à Prague où il fait expulser les agriculteurs tchèques de leur exploitation pour les remplacer par des colons allemands. Mis en cause dans une affaire de corruption il est relevé de ses fonctions.
Intégré à la Waffen-SS, il est affecté à la direction centrale de la SS (SS-Hauptamt) comme SS-Obersturmbannführer à divers postes (bureau des achats, recrutement puis formation idéologique) pendant l'enquête. Il bénéficie d'un non lieu en avril 1942 et bénéficie d'une promotion comme SS-Brigadeführer et Generalmajor der Polizei. En octobre 1942 il est promu SS und polizeiführer (SSPF) à Minsk, chez-lieu du commissariat général Ruthénie blanche.
En 1942, à la suite de la création du commandement anti-partisan dirigé par Erich von dem Bach-Zelewski, Curt von Gottberg participe activement aux actions des Bandenkampfverbände (unités de combat contre les bandes) qui pourchassent sans répit et massacrent les Juifs et les partisans cachés en Ruthénie Blanche. Environ 11 000 Juifs sont tués entre novembre 1942 et mars 1943 par ses troupes. Ses bandenkampfverbände sont coordonnées au SS-Sonderkommando Dirlewanger pour écraser toute forme de résistance.
Au mois d'avril 1943, il est nommé adjoint du HSSPF de Ruthénie blanche. En septembre 1943, après l'assassinat du Commissaire Général Wilhelm Kube par les partisans, Curt von Gottberg est désigné pour le remplacer, cumulant jusqu'à la libération de la Biélorussie en juin 1944 les fonctions de commissaire général et de HSSPF.
En juin 1944, il est nommé officiellement HSSPF de Russie centrale et Biélorussie, en poste à Minsk. Après la retraite, il est chargé de la formation du XII SS-Armeekorps en aout 1944. Tombé gravement malade en octobre, il termine la guerre comme adjoint de Himmler au commandement de l'Armée de réserve.
En mai 1945, il est arrêté par les alliés à Flensbourg, alors siège du gouvernement du Reich. Il se suicide le 31 mai 1945.